# Gradište (Vlasotince)
Pour les articles homonymes, voir Gradište.
Gradište (en serbe cyrillique : Градиште) est un village de Serbie situé dans la municipalité de Vlasotince, district de Jablanica. Au recensement de 2011, il comptait 171 habitants.

## Démographie
| 1948 | 1953 | 1961 | 1971 | 1981 | 1991 | 2002 | 2011 |
| ---- | ---- | ---- | ---- | ---- | ---- | ---- | ---- |
| 618  | 640  | 617  | 577  | 476  | 318  | 225  | 171  |

|  |